# Попешть (Коку, Арджеш)
Попешть, Попешті (рум. Popești) — село у повіті Арджеш в Румунії. Входить до складу комуни Коку.
Село розташоване на відстані 124 км на захід від Бухареста, 17 км на захід від Пітешть, 87 км на північний схід від Крайови, 117 км на південний захід від Брашова.

## Населення
За даними перепису населення 2002 року у селі проживали 308 осіб, з них 307 осіб (99,7%) румунів. Усі жителі села рідною мовою назвали румунську.